# Эстримнии
Эстримнии (остримнии, лат. oestrimni, дословно — «крайние на западе») — согласно Авиену, автохтонное население запада Иберского полуострова до прихода туда кельтского племени сефов. Их территория простиралась от Галисии до Алгарве.
Первое вторжение, согласно традиционной теории вторжений, произошло за несколько веков до нашей эры, когда сефы и ряд других племён вторглись на Иберский полуостров и колонизировали плодородные земли эстримниев вдоль рек Дуэро и Тахо.
В тех же местах, с которыми Авиен связывает эстримниев, Геродот упоминал кинетов, а Страбон — кониев.
Флорентино Лопес Куэвильяс в своей работе «Эстримнии и сефы от Офилатрии до Галисии» (Os Oestrimnios e os Saefes e a Ofilatría na Galiza) рассматривает их как автохтонный субстрат до прихода кельтских вторженцев, основываясь на римских источниках. Современные испанские и португальские историки критически относятся к такой точке зрения.